# Nakkelinjer
Nakkelinjerne er fire kurvede linjer på den ydre overflade af nakkebenet:
- Den øvre, ofte dårligt markeret, kaldes højeste nakkelinje, men refereres nogle gange til som Mempinlinjen, og hertil hæfter Aponeurosis epicranialis.
- Under den højeste nakkelinje er linea nuchalis superior. Denne hæfter på nakkemusklen, splenius capitis, trapezius og sternocleidomastoideus.
- Fra den ydre occipitale protuberans løber en kløft, midterste nakkelinje, ofte dårligt markeret, ned til foramen magnum, og ender med at hæfte til nakkebåndet.
- Løbende fra midten af denne linje er linea nuchalis inferior. På den hæfter obliquus capitis superior, rectus capitis posterior major og rectus capitis posterior minor.